# ساراتوگا اسپرینگز (نیویورک)
ساراتوگا اسپرینگز (به انگلیسی: Saratoga Springs) شهری در شهرستان ساراتوگا ایالت نیویورک است که در سرشماری سال ۲۰۱۰ میلادی، ۲۸۴۹۹ نفر جمعیت داشته است. ساراتوگا اسپرینگز، به‌طور رسمی در تاریخ ۱۹۱۵ میلادی به‌عنوان یک شهر شناخته شد.

## نگارخانه

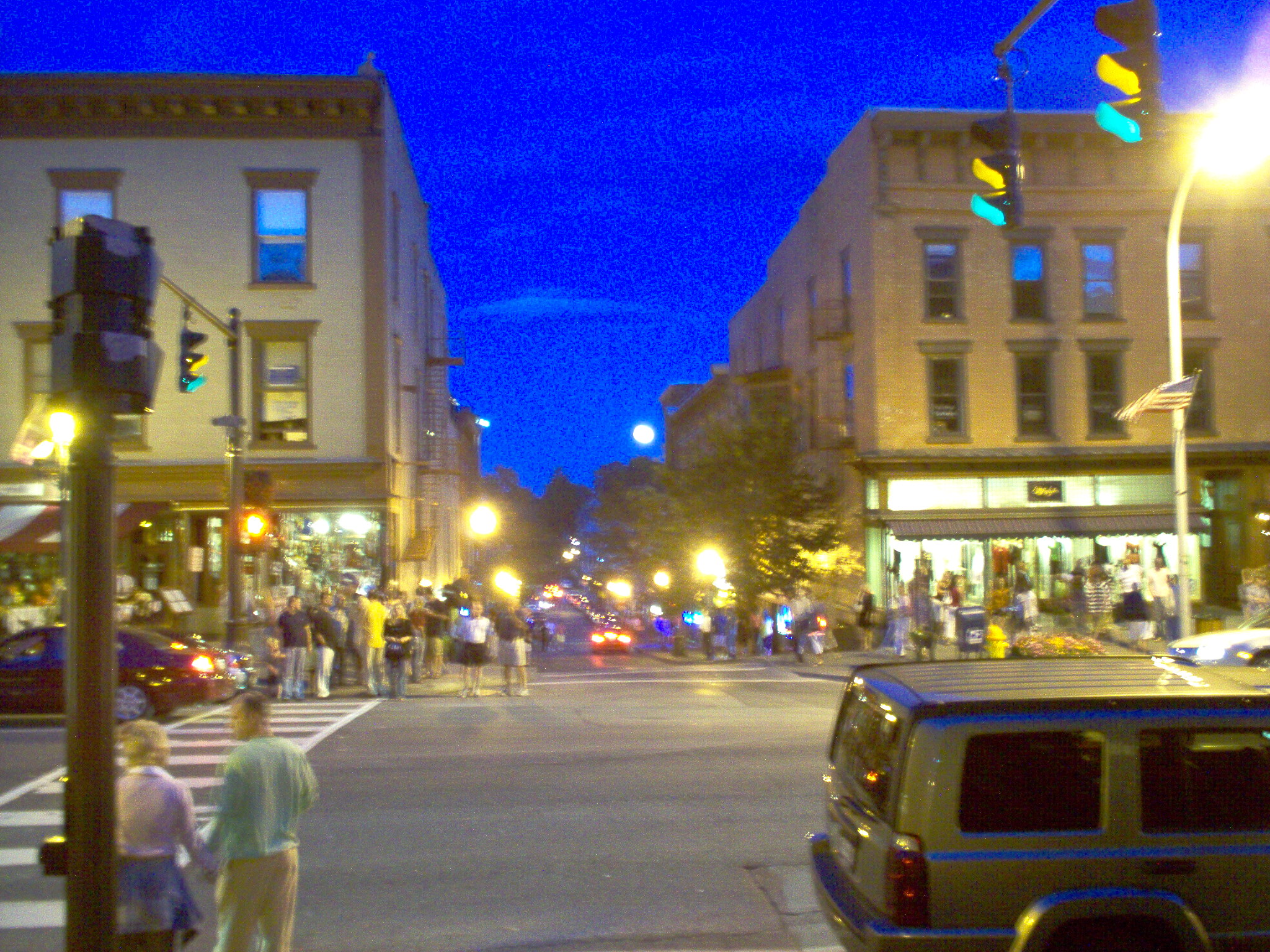
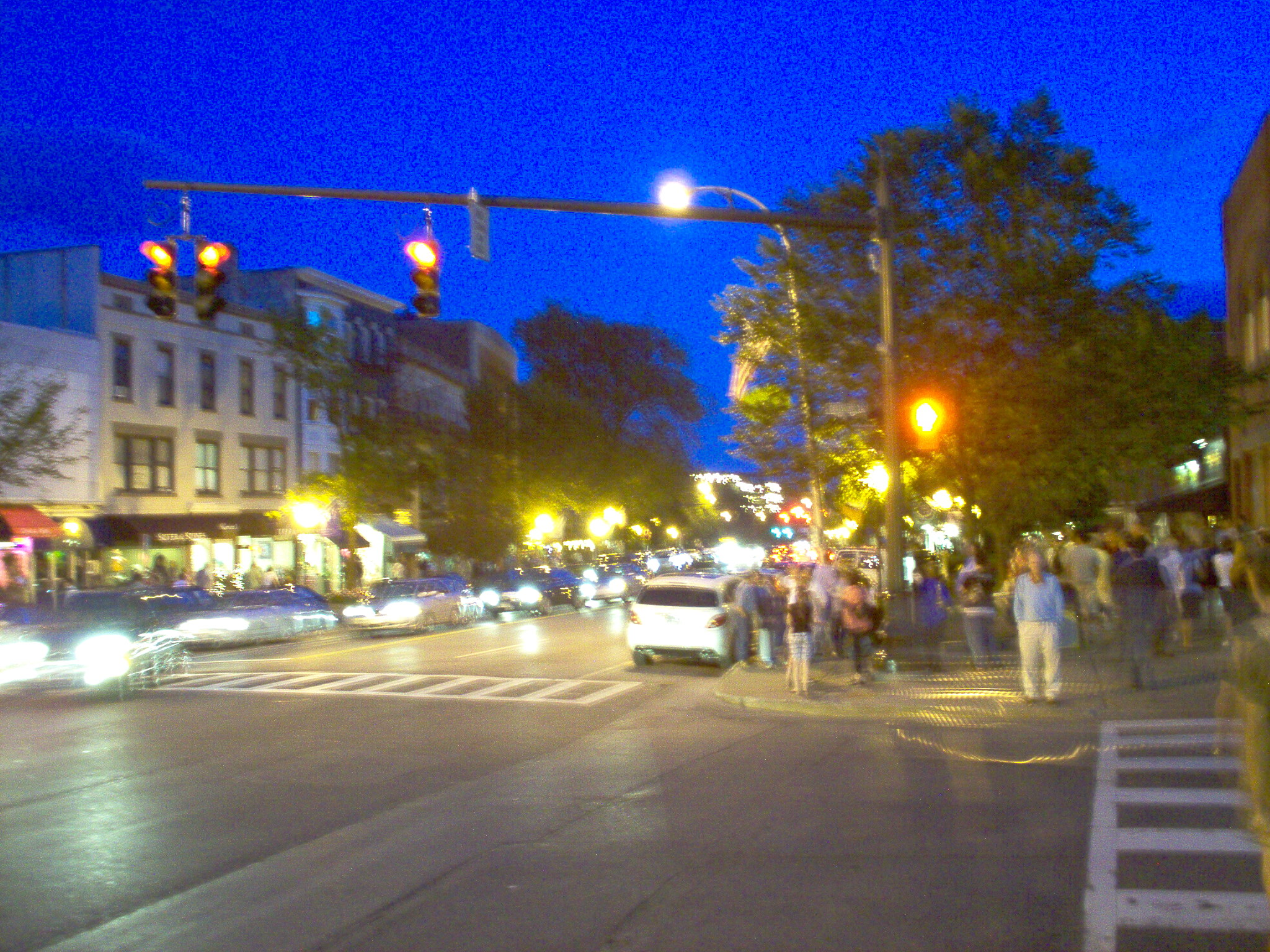
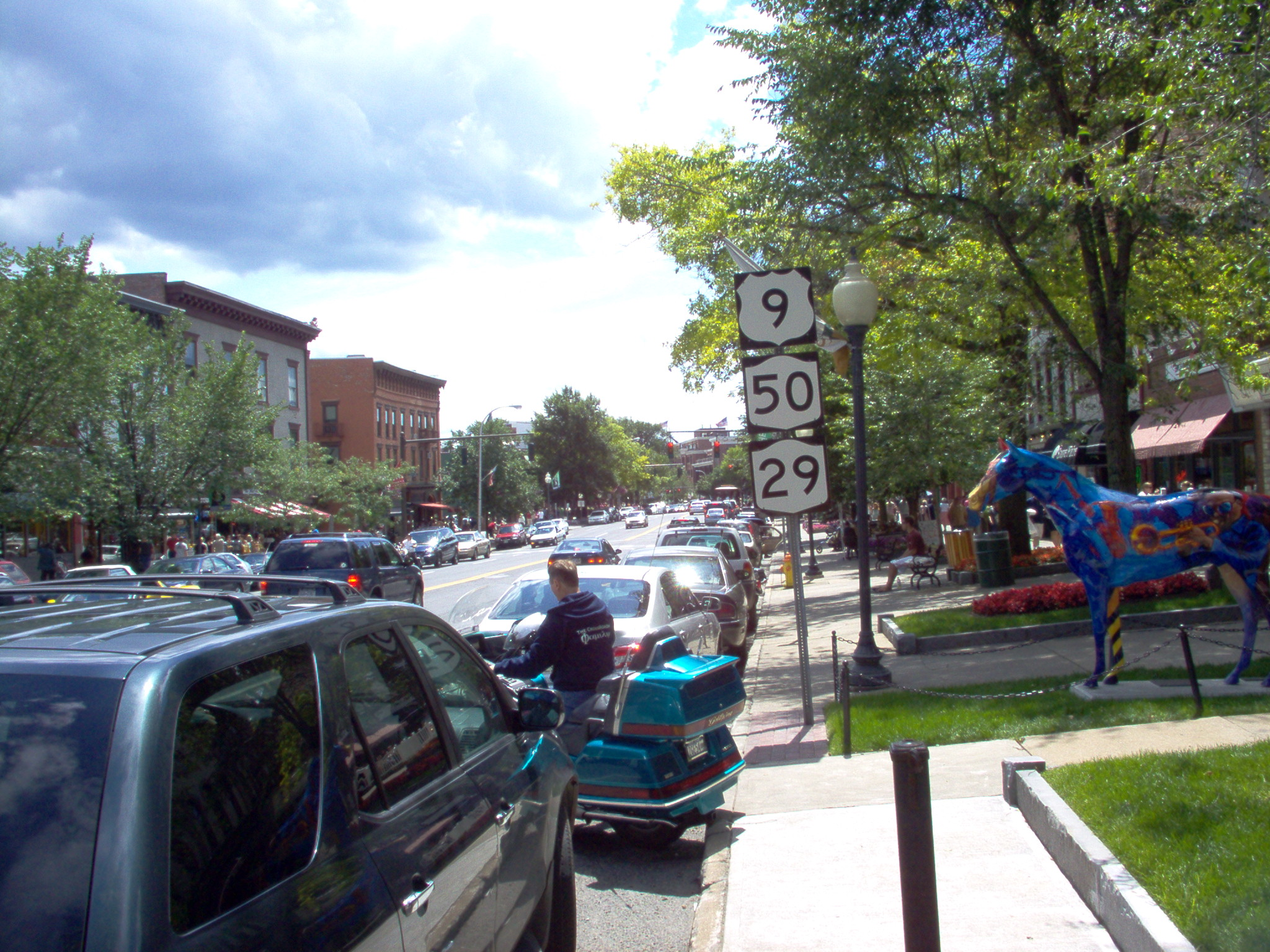

## شهرهای خواهرخوانده
- روسیه - چخوف، استان مسکو
- فرانسه - ویشی
- میسیسیپی (ایالت) - ویولند